# Albert Kühn
Albert Kühn (* 1. Oktober 1938 in Eschenbach bei Netphen im Kreis Siegen-Wittgenstein; † 13. Februar 2017 ebenda) war ein deutscher Fußballspieler, der in der Saison 1963/64 als Aktiver der Sportfreunde Siegen 34 Spiele mit 21 Toren in der Regionalliga West absolviert hat.

## Laufbahn
Albert Kühn erlernte das Fußballspiel beim SV Grün-Weiß Eschenbach in seinem Geburtsort. Seine Mitgliedschaft in diesem Verein währte 66 Jahre lang. Bereits mit 14 Jahren spielte er als kleinster Spieler in der zweiten Mannschaft. Da ihm die Einreihung in das Seniorenteam zu lange dauerte, hatte er sein Geburtsdatum kurzerhand auf den 1. April 1937 vorverlegt. Unter diesem falschen Datum spielte der graduierte Bauingenieur übrigens noch 1963/64 im Siegener Regionalligateam. 1954 ging er nach Arnsberg in eine Lehre und wurde nach seiner Rückkehr schnell Stammspieler der ersten Mannschaft.
Bei einem Meisterschaftsspiel der Reservemannschaft der Sportfreunde Siegen gegen Eschenbach fiel er dem damaligen Trainer der Siegener, Jean Paffrath, auf und wechselte 1957 zu den Sportfreunden. Mit dem Aufsteiger in die 2. Liga West belegte er in der Runde 1961/62 den achten Tabellenplatz und er hatte in 29 Spielen sechs Tore erzielt. Mit der Verbandsauswahl von Westfalen gewann er mit einem 1:0-Erfolg gegen die Mittelrheinauswahl den Länderpokal des Jahres 1962. Vereinskollege Gerhard Neuser war als Halblinks, Gerhard Kentschke als Linksaußen und Reinhold Wosab am rechten Flügel dabei neben dem Mittelstürmer aus Siegen im Einsatz. Als Höhepunkt der Runde debütierte der Torschütze aus dem Leimbachstadion am 7. April 1962 in Hannover beim Länderspiel gegen Italien in der deutschen Fußballnationalmannschaft der Amateure. Beim 2:1-Erfolg bildeten Lothar Ulsaß, Heinz-Herbert Kreh, Kühn, Spielführer Heinz Höher und Willi Langemann den Angriff der DFB-Mannschaft. Am 31. Mai kam Kühn beim Freundschaftsspiel in Merlebach gegen Frankreich beim 3:3-Unentschieden zu seiner zweiten Berufung und konnte sich dabei auch als Torschütze auszeichnen. Auf Rechtsaußen stürmte in Merlebach Hans-Jürgen Jansen und am linken Flügel Gerhard Neuser. In der Verteidigung und im Mittelfeld debütierten in diesen zwei Spielen daneben noch Bernd Patzke und Werner Lungwitz. Mit den Rot-Weißen aus Siegen kam Kühn 1962/63 in der 2. Liga auf den fünften Rang – in 23 Ligaspielen hatte er zehn Treffer erzielt – und war damit zur Runde 1963/64 für die neue Regionalliga West qualifiziert.
Mit dem ehemaligen Nationalspieler Herbert Schäfer als Trainer und Mittelstürmer Kühn gingen die Sportfreunde mit einem 1:1-Unentschieden am 4. August 1963 gegen die SpVgg Herten in das Debütjahr der Regionalliga. Erstmals als Torschütze – zwei Treffer – zeichnete sich der Mittelstürmer am achten Spieltag beim 3:3-Heimremis gegen Arminia Bielefeld aus. Trotz der spektakulären Heimerfolge gegen den Meister Alemannia Aachen (2:0) am 3. November 1963 vor 15.000 Zuschauern, dem 2:1-Sieg gegen den Tabellendritten Fortuna Düsseldorf (2:1 mit einem Kühn-Treffer) am 17. November 1963 und dem mit 21 Treffern viertbesten Torjäger Albert Kühn der West-Staffel, gelang den Siegerländern nicht der Klassenerhalt. Zwar zeichnete sich der Innensturm mit Paul Haase, Kühn und Gerhard Neuser sowie in der Verteidigung Peter Blusch in der Verbandsrunde aus, aber als 18. ging für Siegen der Weg zurück in das Amateurlager. Am letzten Spieltag, den 10. Mai 1964, verabschiedete sich Siegen und Mittelstürmer Kühn mit einem 1:1-Unentschieden im Leimbachstadion gegen Borussia Mönchengladbach aus der Regionalliga West.
Insgesamt bestritt Kühn im Trikot der Sportfreunde von 1957 bis 1970 ca. 650 Spiele. Neben den zwei Länderspielen, bei denen er drei Tore erzielte, spielte er zehn Mal in der Westfalenauswahl und nahm an zwei Länderpokal-Endspielen teil. Für seine Leistung verlieh ihm der DFB die goldene Ehrenplakette, damals die höchste Auszeichnung für Fußballspieler nach dem Silbernen Lorbeerblatt.
Sein letztes Spiel als Fußballspieler absolvierte er im Alter von 49 Jahren. Nach seiner aktiven Laufbahn wirkte er als Trainer unter anderem bei Schwarz-Weiß Gernsdorf und Grün-Weiß Eschenbach. Beruflich war er vom 1. Januar 1969 bis zu seinem altersbedingten Ausscheiden am 31. Mai 1989 als Bauingenieur beim Hochbauamt der Stadt Siegen beschäftigt.